# Winterhude
Winterhude (en baix alemany Winterhuud) és un barri del bezirk d'Hamburg-Nord a la ciutat estat d'Hamburg a Alemanya. A finals del 2013 tenia 51549 habitants sobre una superfície de 7,6 km². Limita amb Alsterdorf, Ohlsdorf, Barmbek-Nord, Barmbek-Süd, l'Uhlenhorst i Harvestehude. Es troba al marge esquerre de l'Alster i al marge dret de l'Osterbek. És el cinquè barri més poblat d'Hamburg.

## Història
El nom és un mot compost del súfix «-hude» que significa un endret protegit a un rierol tot just abans de la seva desembocadura a un riu més important, al qual era possible treure vaixells a la terra ferma. El significat del prefix «winter» no és clar: podria ser el nom d'una persona, o podria significar «hivern», doncs, lloc on el senyor Winter posava els seus vaixells, o lloc on els habitants els posaven d'hivern.
Hi ha traces de presència humana des de l'edat de fer. El primer esment escrit data del 1250 quan hi havia quatre masos, que depenien dels comtes Joan i Gerard de Schauenburg. Al segle xiv tres masos nous van crear-se i el poble va quedar rural. El 29 d'agost de 1323 els feudataris Marquard i Stake van empenyorar el feu al comerciant hamburguès Daniel Van der Berge. La seva vídua va vendre el poble i el nou propietari aviat va vendre'l al monestir d'Harvestehude. Després de la reforma protestant va esdevenir la propietat del monestir de Sant Joan d'Eppendorf.
No va canviar molt fins que el 1839 l'orfebre Johann Sierich va comprar un primer mas i el seu fill Adolph Sierich des del 1860 va començar la urbanització del barri i crear una xarxa de canals de desguàs (Rondeelkanal, Leinpfadkanal… i amb la terra va alçar el terreny. Dels 238 veïns el 1810, la població va pujar cap a 10.830 el 1894. L'Osterbek i Goldbek van ser canalitzats per permetre l'accés a vaixells de transport necessari per atreure la indústria. Les més conegudes eren Kampnagel, una fàbrica de grues (fins a 1981) i la Schülke & Mayr (1963), una fàbrica de desinfectants. Ambdues fàbriques van tancar els llocs de producció que ara es trobaven al mig de la ciutat, els seus edificis han sigut transformats en centres culturals, el Kampnagel i el Goldbekhaus. Davant la urbanització creixent dels l 1908 el consistori d'Hamburg va decidir crear un parc i va comprar 34 hectàrees de bosc als hereus de Sierich.
El darrer gran projecte urbanístic va cer la creació de la ciutat de despatxos «City Nord» als anys 1960: una ciutat monofuncional «ideal» segons la filosofia de l'època sobre cent vint hectàrees. Ha sigut concebuda en separar físicament tots els fluxos: cotxes, vianants i metro. Va atreure seus administratives de gran empreses com el serveis de correus de la Deutsche Post, el grup de distribució Edeka, el torrefactor Tchibo i molts altres.

## Llocs d'interès
- El Stadtpark, un dels parcs majors de la ciutat amb llac i llocs de divertiment
- El Planetari d'Hamburg, una antiga torre d'aigua transformada el 1930 en planetari per l'arquitecte Hans Loop
- El monument admonitori Güterwagen (vagó de càrrega) en commemoració de les víctimes del nazisme transportades als camps de concentració
- L'església de Mateu en estil Neobarroc (1910-1912) de l'arquitecte Julius Faulwasser
- El centre cultural Kampnagel a una antiga fàbrica
- El centre cultural LGTB Magnus Hirschfeld Centrum[7]
- El teatre Winterhuder Fährhaus (Casa del raier)
- El centre cultural Goldbekhaus
- El quarter del Jarrestadt, construït als anys 1920 pels arquitectes Karl Schneider i Fritz Schumacher

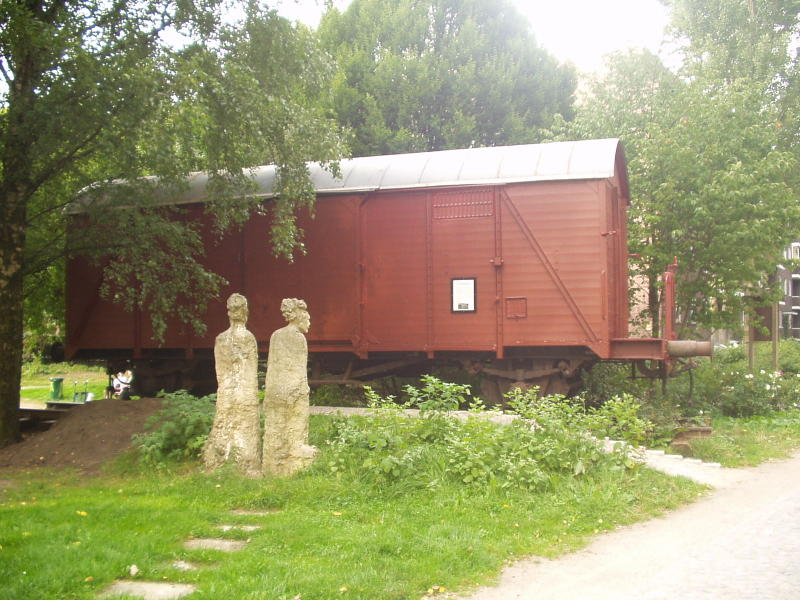
El monument admonitori Güterwagen
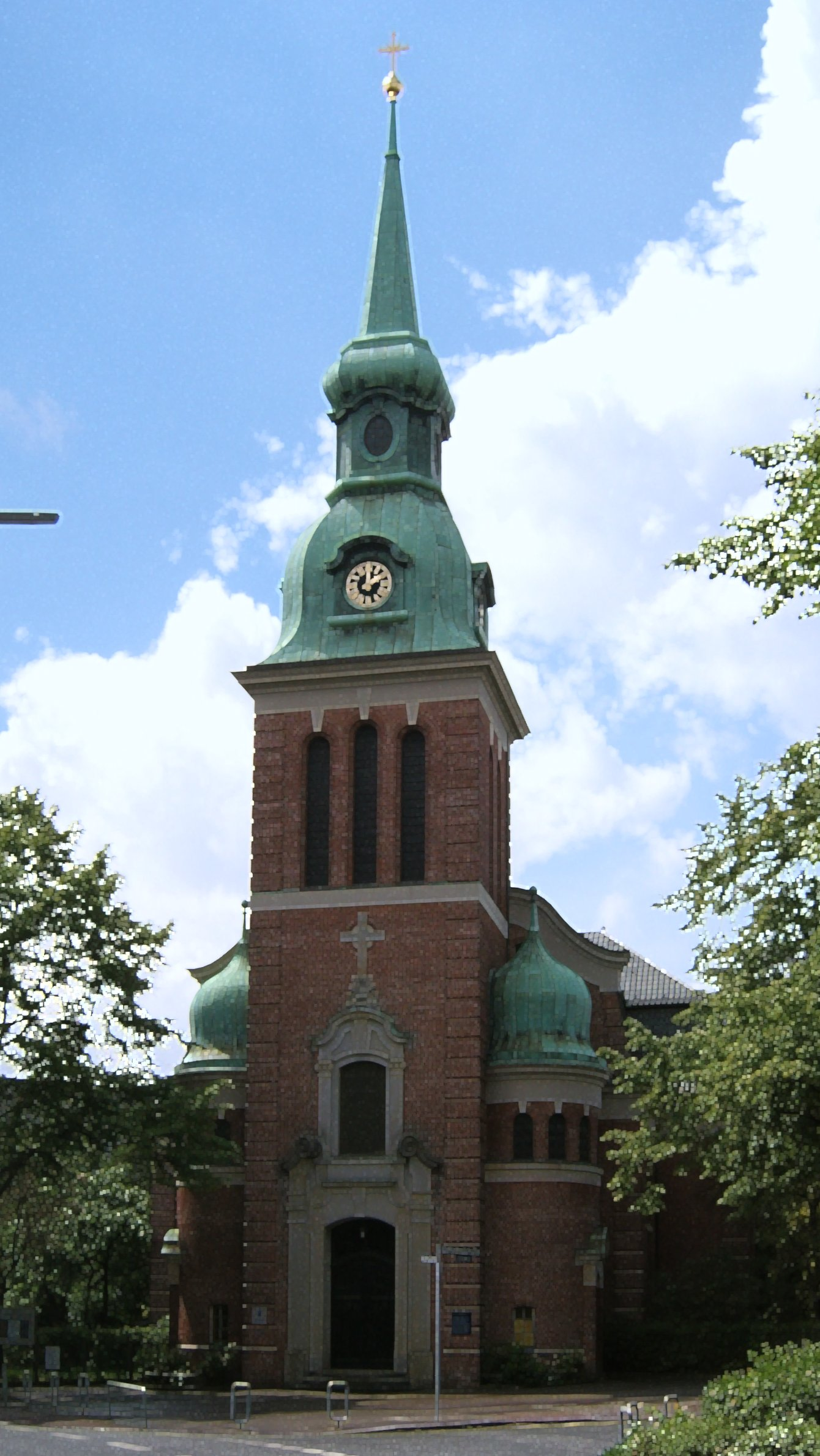
Església de Mateu
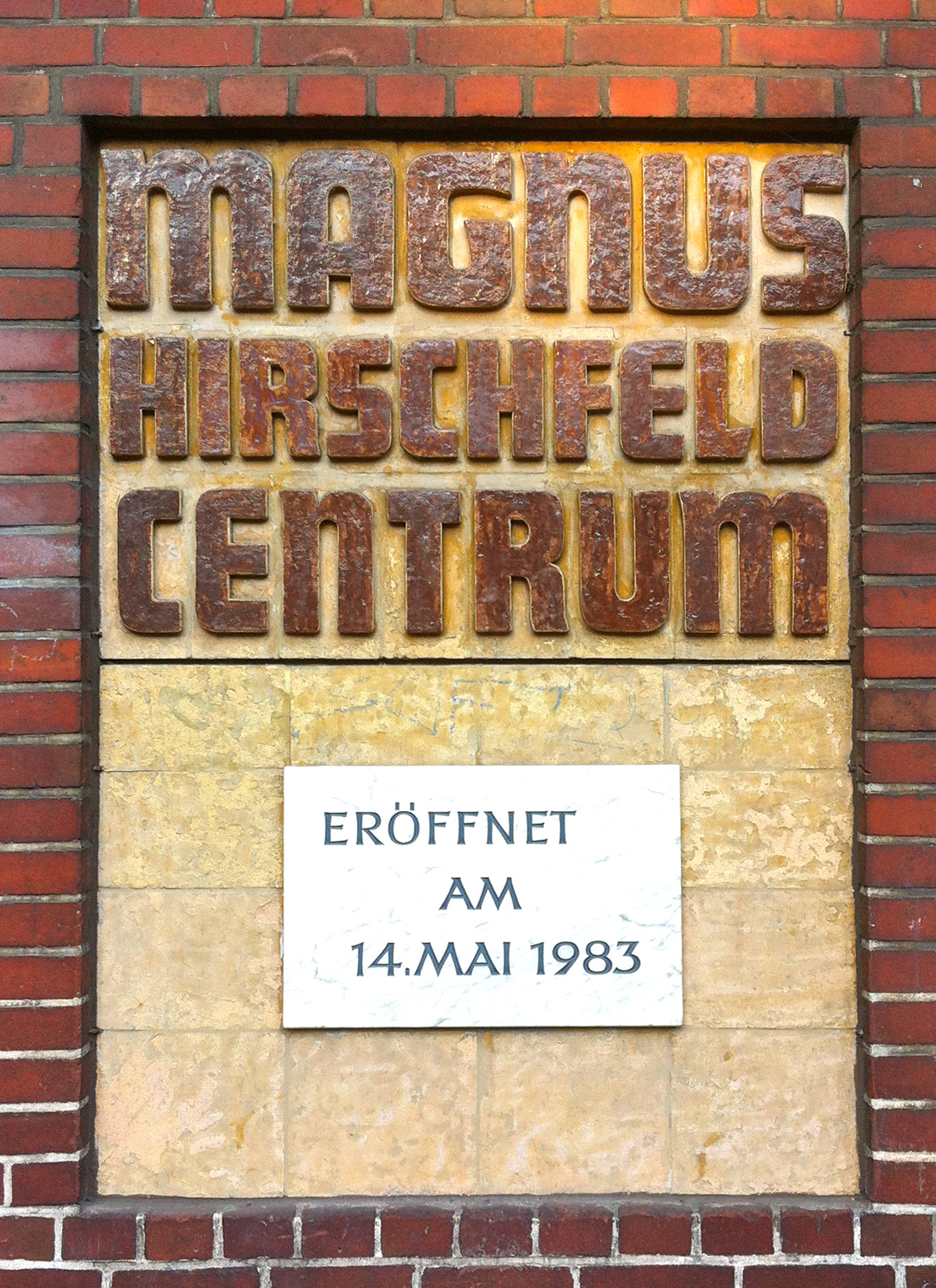
Taula al «Centre Magnus Hirschfeld»